# 青山大樂隊
青山大樂隊（英語：Green Mountain Orchestra，縮寫GMO）約於2004年成立的香港樂隊，不過早在2001年何韻詩推出首張唱片First時樂隊成員便以獨立身份為她製作音樂，直至2005年才正式以青山大樂隊之名與何韻詩合作。

## 介紹
青山大樂隊發起人為香港音樂人王雙駿，因一次演出時想以樂隊形式表演，便與李端嫻及英師傅組成青山大樂隊，而當晚歌手為何韻詩，而他們自稱為一班「儍」的音樂製作人，因而以「青山」命名。
2004年的《艷光四射》是青山大樂隊首張為何韻詩監製的唱片，一直合作至2008年的《Goomusic Collection 2004-2008》精選碟，此張唱片所有歌曲均是由青山大樂隊編曲及監製，可說是與青山大樂隊合作多年的一個階段的總結。在此時，何韻詩希望作出新嘗試，便暫時與青山大樂隊分開一陣子。
成立之初樂隊只有三位成員，於2005年與何韻詩合作音樂劇《梁祝下世傳奇》時得到她的哥哥何秉舜協助鋼琴部份，該劇完成後何秉舜便加入樂隊成為一員。除了他們四人，據何韻詩所講他們還有一位幕後軍師就是黃偉文。
除了唱片製作，他們還經常與何韻詩一起演出，她十分尊重音樂人，因此每次大型演出她都會將樂隊成員放於當眼處，並在服裝造型上一起配襯，於2006年何韻詩首次個人演唱會上，不單在造型上作出配襯，更需在中途換衫以配合何韻詩，以樂隊來說有造型、演唱中途換衫都可以說是史無前例，但他們玩得十分開心。
四位成員都是音樂知識十分豐富的音樂人，各人都有各自專長的樂器，英師傅及王雙駿為結他高手；李端嫻畢業於香港中文大學音樂系及香港演藝學院音響工程系，為香港少數女音響工程師及混音師，並懂得多種樂器；何秉舜畢業於巴黎高等音樂師範學院及加拿大魁北克省立音樂學院，主修鋼琴演奏，亦懂其他管弦樂器。四人都可以作曲、編曲、監製、錄音及混音，是多功能及出色的音樂人。而英師傅更是何韻詩的結他師傅，何韻詩與他亦師亦友，對他十分尊敬。
樂隊成員亦會為其他歌手製作音樂，但不會以青山大樂隊之名只以個人身份為其他人製作。所以青山大樂隊是何韻詩的御用音樂製作人，只有在她的唱片及演唱會中才會出現青山大樂隊的名字。不過青山大樂隊在2025年出現突破，為Mirror成員柳應廷的單曲《記憶倒行》負責編曲，是首次為其他歌手製作音樂。
雖然他們是非一般樂隊，亦沒有出過唱片，但他們亦有在台上演唱過，就是於2007年何韻詩的music matters showcase音樂會上，演唱了一曲《未來》，雖然以玩的形式居多，但都使台下眾觀興奮莫名，此片段還收錄在《Goomusic Collection 2004-2008》精選碟內。

## 成員
- 王雙駿
- 李端嫻
- 英師傅
- 何秉舜（2005年加入）

## 青山大樂隊與何韻詩合作項目

### 唱片
- 艷光四射（2004）
- 梁祝下世傳奇（2005）
- Our Time Has Come（2006）
- We Stand As One（2006）
- What Really Matters（2007）
- Goomusic Collection 2004-2008（2008）
- Heroes（2009）（僅《舊約（青山變奏）》一曲）
- 無臉人（2012）
- 共存Coexistence（2013）

### 演出
- 梁祝下世傳奇音樂劇（2005）
- NCM Live向HOCC狂呼音樂會（2006）
- HOCC Live in Unity 2006演唱會（2006）
- We Stand As One 2007（2007）
- Music Matters Showcase 2007（2007）
- Supergoo演唱會（2009）
- Dear Friend演唱會（2016）

## 外部連結
- Goomusic官方網站 （页面存档备份，存于）